# Marcos Caicedo
Marcos Jackson Caicedo Caicedo (Guayaquil, 10 novembre 1991) è un ex calciatore ecuadoriano, di ruolo attaccante.

## Carriera

### Club
Ha esordito nel 2010 con l'Emelec.

### Nazionale
Nel 2011 viene convocato nell'Under-20 per prendere parte al campionato mondiale di categoria.

## Palmarès

### Club

#### Competizioni nazionali
- Campionato ecuadoriano: 3

Emelec: 2013, 2014
Barcelona SC: 2016